# JRA賞
JRA賞（ジェイアールエーしょう）は、おもに中央競馬における活躍をたたえるために設けられている日本中央競馬会 (JRA) の年間表彰制度である。

## 概要
中央競馬の活躍をたたえるための賞としては、1954年に競馬予想紙を発行していた啓衆社が設けた啓衆賞が最初であり、その後1972年にJRAの機関紙である優駿の主催で優駿賞に変更。現在のJRAの主催となったのは1987年からで、そのときからJRA賞という名称に変更された。
JRA賞は競走馬に関する表彰、調教師や騎手に関する表彰、また馬事文化の発展に顕著な功績のあった個人・団体を表彰するJRA賞馬事文化賞を含めて23の部門からなる。
毎年1月に前年度の表彰が行われる。

### 競走馬に関する表彰
現在設けられている部門は以下の通り。
- 年度代表馬
- 最優秀2歳牡馬
- 最優秀2歳牝馬
- 最優秀3歳牡馬
- 最優秀3歳牝馬
- 最優秀4歳以上牡馬
- 最優秀4歳以上牝馬
- 最優秀スプリンター
- 最優秀マイラー
- 最優秀ダートホース
- 最優秀障害馬

年度代表馬については、各部門賞選出馬の中から選ばれる。ただし2022年現在、各部門選出馬以外への投票自体は禁じられていない。（2021年度代表馬投票に於いて各部門選出馬ではないマルシュロレーヌ号（1票）に投票がなされているため）
なお2000年以前は馬齢の表記がそれ以降よりも1歳上になっていたため（馬齢#日本における馬齢表記を参照）、上記の各表彰のうち馬齢を指定したものについても、表記は上記のものより1歳上の名称となっていた（例：2001年以降の「最優秀2歳牡馬」は、2000年以前は「最優秀3歳牡馬」と呼称）。テイエムオーシャンは2000年に旧表記での最優秀3歳牝馬を、2001年に現表記での最優秀3歳牝馬を受賞しており、内容が違うとはいえ、本来2回受賞することはできない賞を受賞している様に見えている。
選考は毎年1月に新聞・放送の競馬担当記者の投票を元に行われている。
2000年からの現在の選考規定では記者投票全参加者の1/3以上の得票数を得て最多得票を得た競走馬は自動的に受賞となるが1/3以上の得票数を得たものがいない場合、あるいは1位馬が同票数の場合は審査委員会の審議を行い受賞馬を決める。また、対象は中央競馬所属馬のみならず、地方競馬所属馬も対象となっている。外国馬は特別賞のみ表彰対象だったが、2008年度から全部門で対象となっている。
中央競馬所属馬以外の受賞馬は2004年、ホッカイドウ競馬所属ながら中央競馬のクラシックや古馬GI戦線をにぎわせたコスモバルクが「特別敢闘賞」を受賞している。
なお、おもに優駿賞だったころは短距離馬部門がなく、この分野で活躍した馬が正当に評価されていないこともあった。
最優秀短距離馬においては2023年から最優秀スプリンターと最優秀マイラーに区分化された。
一方で、投票権が付与される対象者が、近年競馬専門紙を中心とした休刊（実質的な廃刊）や統合などにより投票対象者の数が漸減している事や、競馬の取材現場を離れている「会友」の割合が増加しつつあり、その「会友」を中心とした不可解な投票行動がファンを中心に論議を招くこともしばしばみられ、「現場目線を大事にするJRAのスタンスとの矛盾が生じている」とのメディア関係者などからも指摘がされていた。このことからJRAは、2024年度の投票対象者から「会友となって3年が経過した有資格者は、投票権を喪失する」規定を盛り込む事ととなり、2023年の段階で45人が投票した「会友」のうち、2024年度は33人が投票権を喪失する見込みとなっている。なお、JRA賞と同様にJRA顕彰馬投票についても同様に2024年度の投票から「3年以上経過の会友」については投票権を喪失する規定が適用された。

#### 過去の部門
1995年まではアングロアラブを表彰する部門である最優秀アラブが存在したほか、2007年までは馬産振興などの観点から父内国産馬を対象とした最優秀父内国産馬が、2022年までは短距離路線で活躍した馬を対象とした最優秀短距離馬もそれぞれ設けられていた。
また1996年から2007年まではダート競走について中央競馬・地方競馬の区別なく、ダート競走格付け委員会が制定していた「ダートグレード競走最優秀馬」という表彰制度もあった。しかし2008年10月のダート競走格付け委員会の解散に伴い、2008年よりNARグランプリの1部門としてNARグランプリダートグレード競走特別賞が新設された。

#### 過去の競走馬の表彰選考規程
- 1999年までは記者投票全参加者の得票数の過半数を得た上での最多得票馬が受賞するが、過半数割れの場合は審査委員会での審議によって表彰の是非を検討するという取り決めがあった。そのため、再三最多得票馬が過半数割れのためによる審査で表彰を受けられなかったというケースもあり問題視されていた。

### 調教師ならびに騎手に関する表彰
現在設けられている部門は以下の通り。
- 最多勝利調教師
- 最高勝率調教師
- 最多賞金獲得調教師
- 優秀技術調教師
- 騎手大賞
- 最多勝利騎手
- 最高勝率騎手
- 最多賞金獲得騎手
- 最優秀障害騎手
- 最多勝利新人騎手（年間30勝以上が対象）
- MVJ

いずれも1年間の成績に基づいて自動的に選出される。ただし2013年以降は騎手部門の最多勝利騎手・最高勝率騎手・最多賞金獲得騎手についてはJRAの競走のみ対象とすることとなり、新たに中央・地方・海外の騎乗結果を順位付け・点数としその合計点数で受賞者を決める「MVJ」部門が新設される。
優秀技術調教師は勝率、1馬房あたりの勝利度数・獲得賞金・出走回数の得点により決定する。騎手大賞は最多勝利、最高勝率、最多賞金の全ての部門を受賞した際に同時に表彰されるがこれまで岡部幸雄、武豊、クリストフ・ルメール、川田将雅の4名しか受賞していない。
所定の成績を収めれば日本中央競馬会所属の調教師、騎手でなくても選出され、過去には2001年に最高勝率騎手でケント・デザーモが受賞したことがある。

### その他
このほかにその年の競馬に貢献した競走馬、競馬関係者に対し特別賞や特別敢闘賞が贈られる場合がある。また「記者がどの競走馬に票を投じたか」という発表はJRA公式サイトで公開されるPDFファイルなどで確認・閲覧できる。

### 親子での受賞
親子で年度代表馬に輝いたのは
- トウショウボーイ(牡) - ミスターシービー(牡)
- シンボリルドルフ(牡) - トウカイテイオー(牡)
- ディープインパクト(牡) - ジェンティルドンナ(牝)
- ロードカナロア(牡) - アーモンドアイ(牝)
- キタサンブラック(牡) - イクイノックス(牡)

の5組であり、1組目、2組目、5組目は父と息子、3組目と4組目は父と娘の組み合わせである。

### 兄弟での受賞
兄弟で年度代表馬に輝いたのは
- オートキツ - オンワードゼア（トキツカゼ産駒）
- ビワハヤヒデ - ナリタブライアン（パシフィカス産駒）

の2組である。

## 歴代年度代表馬

### 啓衆社賞時代（1954-1971年）
| 年     | 受賞馬           | 性齢 | 年度成績（主な勝ち鞍）                                                                                   | 生産者       | 調教師     | 馬主       | 騎手                | 同時受賞                       |
| ------ | ---------------- | ---- | --- | ------------ | ---------- | ---------- | ------------------- | ------------------------------ |
| 1954年 | ハクリヨウ       | 牡4  | 5戦5勝 天皇賞（春）・東京杯・毎日王冠                                                                    | ヤシマ牧場   | 尾形藤吉   | 西博       | 保田隆芳            | 最優秀5歳以上牡馬              |
| 1955年 | オートキツ       | 牡3  | 14戦9勝 東京優駿                                                                                         | 益田牧場     | 大久保房松 | 川口鷲太郎 | 二本柳俊夫          | なし                           |
| 1956年 | メイヂヒカリ     | 牡4  | 7戦5勝 天皇賞（春）・中山グランプリ（有馬記念）                                                          | 大塚牧場     | 藤本冨良   | 新田松江   | 蛯名武五郎          | 最優秀5歳以上牡馬              |
| 1957年 | ハクチカラ       | 牡4  | 15戦9勝 天皇賞（秋）・有馬記念・目黒記念（春・秋）・東京杯・日本経済賞・毎日王冠                         | ヤシマ牧場   | 尾形藤吉   | 西博       | 保田隆芳            | 最優秀5歳以上牡馬              |
| 1958年 | オンワードゼア   | 牡4  | 14戦6勝 天皇賞（春）・有馬記念・金盃・日本経済賞                                                         | 益田牧場     | 二本柳俊夫 | 樫山純三   | 野平好男 八木沢勝美 | 最優秀5歳以上牡馬              |
| 1959年 | ウイルデイール   | 牡3  | 11戦6勝 皐月賞・NHK杯・京都杯・クモハタ記念                                                              | マルタケ牧場 | 星川泉士   | 浅野国次郎 | 渡辺正人            | 最優秀4歳牡馬                  |
| 1960年 | コダマ           | 牡3  | 8戦4勝 皐月賞・東京優駿・スプリングステークス                                                            | 鎌田牧場     | 武田文吾   | 伊藤由五郎 | 渡辺正人 栗田勝     | 最優秀4歳牡馬                  |
| 1961年 | ホマレボシ       | 牡4  | 12戦5勝 有馬記念・ダイヤモンドステークス・安田記念・日本経済賞                                           | 田村孝生     | 稗田敏男   | 川口文子   | 八木沢勝美 高松三太 | なし                           |
| 1962年 | オンスロート     | 牡5  | 10戦8勝 天皇賞（春）・有馬記念・金盃・日本経済賞                                                         | 青森牧場     | 中村広     | 荒木政司   | 山岡忞              | 最優秀5歳以上牡馬              |
| 1963年 | メイズイ         | 牡3  | 12戦9勝 皐月賞・東京優駿・スプリングステークス・クモハタ記念                                             | 千明牧場     | 尾形藤吉   | 千明康     | 森安重勝            | 最優秀4歳牡馬 最良スプリンター |
| 1963年 | リユウフオーレル | 牡4  | 12戦6勝 天皇賞（秋）・有馬記念・日本経済新春盃・鳴尾記念・宝塚記念                                       | 浜田亀蔵     | 橋本正晴   | 三好笑子   | 宮本悳              | 最優秀5歳以上牡馬              |
| 1964年 | シンザン         | 牡3  | 8戦5勝 3歳クラシック三冠・スプリングステークス                                                           | 松橋吉松     | 武田文吾   | 橋元幸吉   | 栗田勝              | 最優秀4歳牡馬                  |
| 1965年 | シンザン         | 牡4  | 8戦7勝 天皇賞（秋）・有馬記念・目黒記念（秋）・宝塚記念                                                  | 松橋吉松     | 武田文吾   | 橋元幸吉   | 栗田勝 松本善登     | 最優秀5歳以上牡馬              |
| 1966年 | コレヒデ         | 牡4  | 11戦6勝 天皇賞（秋）・有馬記念・東京新聞盃・アルゼンチンJCC                                              | 千明牧場     | 尾形藤吉   | 千明康     | 保田隆芳            | 最優秀5歳以上牡馬              |
| 1967年 | スピードシンボリ | 牡4  | 6戦4勝（中央5戦4勝、海外1戦0勝） 天皇賞（春）・アメリカJCC・目黒記念（春）・日本経済賞                   | シンボリ牧場 | 野平省三   | 和田共弘   | 野平祐二            | 最優秀5歳以上牡馬              |
| 1968年 | アサカオー       | 牡3  | 12戦5勝 菊花賞・弥生賞・日本短波賞・セントライト記念                                                     | 中村吉兵衛   | 中村広     | 浅香源二   | 加賀武見            | なし                           |
| 1969年 | タケシバオー     | 牡4  | 10戦8勝（中央9戦8勝、海外1戦0勝） 天皇賞（春）・東京新聞杯・京都記念（春）・毎日王冠・英国フェア開催記念 | 榊憲治       | 三井末太郎 | 小畑正雄   | 古山良司            | 最優秀5歳以上牡馬              |
| 1970年 | スピードシンボリ | 牡7  | 7戦3勝 有馬記念・アメリカJCC・宝塚記念                                                                   | シンボリ牧場 | 野平省三   | 和田共弘   | 野平祐二            | 最優秀5歳以上牡馬              |
| 1971年 | トウメイ         | 牝5  | 11戦7勝 天皇賞（秋）・有馬記念・マイラーズカップ・阪急杯・牝馬東京タイムズ杯                             | 谷岡増太郎   | 坂田正行   | 近藤克夫   | 清水英次            | 最優秀5歳以上牝馬              |

### 優駿賞時代（1972-1986年）
| 年     | 受賞馬           | 性齢 | 年度成績（主な勝ち鞍）                                                          | 生産者       | 調教師     | 馬主                   | 騎手            | 同時受賞                       |
| ------ | ---------------- | ---- | ------------------------------------------------------------------------------- | ------------ | ---------- | ---------------------- | --------------- | ------------------------------ |
| 1972年 | イシノヒカル     | 牡3  | 9戦5勝 菊花賞・有馬記念                                                         | 荒木牧場     | 浅野武志   | 石嶋清仁               | 増沢末夫        | 最優秀4歳牡馬                  |
| 1973年 | タケホープ       | 牡3  | 7戦4勝 東京優駿・菊花賞                                                         | 谷川牧場     | 稲葉幸夫   | 近藤たけ               | 嶋田功 武邦彦   | 最優秀4歳牡馬                  |
| 1974年 | キタノカチドキ   | 牡3  | 7戦6勝 皐月賞・菊花賞・きさらぎ賞・スプリングステークス・神戸新聞杯・京都新聞杯 | 佐々木節哉   | 服部正利   | 初田豊                 | 武邦彦          | 最優秀4歳牡馬                  |
| 1975年 | カブラヤオー     | 牡3  | 6戦6勝 皐月賞・東京優駿・東京4歳ステークス・弥生賞・NHK杯                       | 十勝育成牧場 | 茂木為二郎 | 加藤よし子             | 菅原泰夫        | 最優秀4歳牡馬                  |
| 1976年 | トウショウボーイ | 牡3  | 10戦7勝 皐月賞・有馬記念・神戸新聞杯・京都新聞杯                                | 藤正牧場     | 保田隆芳   | トウショウ産業（株）   | 池上昌弘 武邦彦 | 最優秀4歳牡馬                  |
| 1977年 | テンポイント     | 牡4  | 7戦6勝 天皇賞（春）・有馬記念・京都記念（春）・鳴尾記念・京都大賞典             | 吉田牧場     | 小川佐助   | 高田久成               | 鹿戸明          | 最優秀5歳以上牡馬              |
| 1978年 | カネミノブ       | 牡4  | 9戦3勝 有馬記念・アルゼンチン共和国杯・日本経済賞                               | 青森牧場     | 阿部正太郎 | 畠山伊公子             | 加賀武見        | 最優秀5歳以上牡馬              |
| 1979年 | グリーングラス   | 牡6  | 4戦1勝 有馬記念                                                                 | 諏訪牧場     | 中野隆良   | 半沢吉四郎             | 大崎昭一        | 最優秀5歳以上牡馬              |
| 1980年 | ホウヨウボーイ   | 牡5  | 7戦4勝 有馬記念・日経賞                                                         | 豊洋牧場     | 二本柳俊夫 | 古川嘉治               | 加藤和宏        | 最優秀5歳以上牡馬              |
| 1981年 | ホウヨウボーイ   | 牡6  | 6戦2勝 天皇賞（秋）・アメリカJCC                                                | 豊洋牧場     | 二本柳俊夫 | 古川嘉治               | 加藤和宏        | 最優秀5歳以上牡馬              |
| 1982年 | ヒカリデユール   | 牡5  | 6戦2勝（中央4戦2勝、地方2戦0勝） 有馬記念・朝日チャレンジカップ                 | キタノ牧場   | 須貝彦三   | 橋本善吉               | 河内洋          | 最優秀5歳以上牡馬              |
| 1983年 | ミスターシービー | 牡3  | 6戦5勝 3歳クラシック三冠・共同通信杯4歳S・弥生賞                                | 千明牧場     | 松山康久   | （株）丸沼温泉ホテル   | 吉永正人        | 最優秀4歳牡馬 最優秀父内国産馬 |
| 1984年 | シンボリルドルフ | 牡3  | 7戦6勝 3歳クラシック三冠・有馬記念・弥生賞・セントライト記念                    | シンボリ牧場 | 野平祐二   | 和田農林（有）         | 岡部幸雄        | 最優秀4歳牡馬                  |
| 1985年 | シンボリルドルフ | 牡4  | 5戦4勝 天皇賞（春）・ジャパンカップ・有馬記念・日経賞                           | シンボリ牧場 | 野平祐二   | 和田農林（有）         | 岡部幸雄        | 最優秀5歳以上牡馬              |
| 1986年 | ダイナガリバー   | 牡3  | 7戦3勝 東京優駿・有馬記念・共同通信杯4歳S                                       | 社台ファーム | 松山吉三郎 | （有）社台レースホース | 増沢末夫        | 最優秀4歳牡馬                  |

### JRA賞時代（1987年 - ）
| 年     | 受賞馬             | 性齢 | 年度成績（主な勝ち鞍）                                                                             | 生産者           | 調教師     | 馬主                               | 騎手                | 同時受賞                           |
| ------ | ------------------ | ---- | -------------------------------------------------------------------------------------------------- | ---------------- | ---------- | ---------------------------------- | ------------------- | ---------------------------------- |
| 1987年 | サクラスターオー   | 牡3  | 5戦3勝 皐月賞・菊花賞                                                                              | 藤原牧場         | 平井雄二   | （株）さくらコマース               | 東信二              | 最優秀4歳牡馬                      |
| 1988年 | タマモクロス       | 牡4  | 7戦5勝 天皇賞（春・秋）・宝塚記念                                                                  | 錦野牧場         | 小原伊佐美 | タマモ（株）                       | 南井克巳            | 最優秀5歳以上牡馬 最優秀父内国産馬 |
| 1989年 | イナリワン         | 牡5  | 8戦3勝 天皇賞（春）・宝塚記念・有馬記念                                                            | 山本実儀         | 鈴木清     | 保手浜弘規                         | 武豊 柴田政人       | 最優秀5歳以上牡馬                  |
| 1990年 | オグリキャップ     | 牡5  | 5戦2勝 安田記念・有馬記念                                                                          | 稲葉不奈男       | 瀬戸口勉   | 近藤俊典                           | 武豊                | 最優秀5歳以上牡馬                  |
| 1991年 | トウカイテイオー   | 牡3  | 4戦4勝 皐月賞・東京優駿                                                                            | 長浜牧場         | 松元省一   | 内村正則                           | 安田隆行            | 最優秀4歳牡馬 最優秀父内国産馬     |
| 1992年 | ミホノブルボン     | 牡3  | 5戦4勝 皐月賞・東京優駿                                                                            | 原口圭二         | 戸山為夫   | （有）ミホノインターナショナル     | 小島貞博            | 最優秀4歳牡馬                      |
| 1993年 | ビワハヤヒデ       | 牡3  | 7戦3勝 菊花賞                                                                                      | 早田牧場新冠支場 | 浜田光正   | （有）ビワ                         | 岡部幸雄            | 最優秀4歳牡馬                      |
| 1994年 | ナリタブライアン   | 牡3  | 7戦6勝 3歳クラシック三冠・有馬記念                                                                 | 早田牧場新冠支場 | 大久保正陽 | 山路秀則                           | 南井克巳            | 最優秀4歳牡馬                      |
| 1995年 | マヤノトップガン   | 牡3  | 13戦5勝 菊花賞・有馬記念                                                                           | 川上悦夫         | 坂口正大   | 田所祐                             | 田原成貴            | 最優秀4歳牡馬                      |
| 1996年 | サクラローレル     | 牡5  | 5戦4勝 天皇賞（春）・有馬記念                                                                      | 谷岡牧場         | 境勝太郎   | （株）さくらコマース               | 横山典弘            | 最優秀5歳以上牡馬                  |
| 1997年 | エアグルーヴ       | 牝4  | 5戦3勝 天皇賞（秋）                                                                                | 社台ファーム早来 | 伊藤雄二   | （株）ラッキーフィールド           | 武豊                | 最優秀5歳以上牝馬                  |
| 1998年 | タイキシャトル     | 牡4  | 5戦4勝（中央4戦3勝、海外1戦1勝） 安田記念・マイルチャンピオンシップ （ジャックルマロワ賞）         | Taiki Farm       | 藤沢和雄   | （有）大樹ファーム                 | 岡部幸雄            | 最優秀短距離馬 最優秀5歳以上牡馬   |
| 1999年 | エルコンドルパサー | 牡4  | 4戦2勝（中央未出走、海外4戦2勝） （サンクルー大賞）                                                | Takashi Watanabe | 二ノ宮敬宇 | 渡邊隆                             | 蛯名正義            | 最優秀5歳以上牡馬                  |
| 2000年 | テイエムオペラオー | 牡4  | 8戦8勝 天皇賞（春・秋）・宝塚記念・ジャパンカップ・有馬記念                                        | 杵臼牧場         | 岩元市三   | 竹園正繼                           | 和田竜二            | 最優秀5歳以上牡馬                  |
| 2001年 | ジャングルポケット | 牡3  | 6戦3勝 東京優駿・ジャパンカップ                                                                    | ノーザンファーム | 渡辺栄     | 齊藤四方司                         | 角田晃一 O.ペリエ   | 最優秀3歳牡馬                      |
| 2002年 | シンボリクリスエス | 牡3  | 10戦5勝 天皇賞（秋）・有馬記念                                                                     | Takahiro Wada    | 藤沢和雄   | シンボリ牧場                       | 岡部幸雄 O.ペリエ   | 最優秀3歳牡馬                      |
| 2003年 | シンボリクリスエス | 牡4  | 4戦2勝 天皇賞（秋）・有馬記念                                                                      | Takahiro Wada    | 藤沢和雄   | シンボリ牧場                       | O.ペリエ            | 最優秀4歳以上牡馬                  |
| 2004年 | ゼンノロブロイ     | 牡4  | 7戦3勝 秋古馬三冠                                                                                  | 白老ファーム     | 藤沢和雄   | 大迫忍                             | O.ペリエ            | 最優秀4歳以上牡馬                  |
| 2005年 | ディープインパクト | 牡3  | 7戦6勝 3歳クラシック三冠                                                                           | ノーザンファーム | 池江泰郎   | 金子真人ホールディングス（株）     | 武豊                | 最優秀3歳牡馬                      |
| 2006年 | ディープインパクト | 牡4  | 6戦5勝（中央5戦5勝、海外1戦0勝） 天皇賞（春）・宝塚記念・ジャパンカップ・有馬記念                  | ノーザンファーム | 池江泰郎   | 金子真人ホールディングス（株）     | 武豊                | 最優秀4歳以上牡馬                  |
| 2007年 | アドマイヤムーン   | 牡4  | 6戦4勝（中央4戦3勝、海外2戦1勝） 宝塚記念・ジャパンカップ （ドバイデューティーフリー）             | ノーザンファーム | 松田博資   | ダーレー・ジャパン・ファーム（有） | 武豊 岩田康誠       | 最優秀4歳以上牡馬                  |
| 2008年 | ウオッカ           | 牝4  | 7戦2勝（中央6戦2勝、海外1戦0勝） 安田記念・天皇賞（秋）                                            | カントリー牧場   | 角居勝彦   | 谷水雄三                           | 岩田康誠 武豊       | 最優秀4歳以上牝馬                  |
| 2009年 | ウオッカ           | 牝5  | 7戦3勝（中央5戦3勝、海外2戦0勝） ヴィクトリアマイル・安田記念・ジャパンカップ                      | カントリー牧場   | 角居勝彦   | 谷水雄三                           | 武豊 C.ルメール     | 最優秀4歳以上牝馬                  |
| 2010年 | ブエナビスタ       | 牝4  | 7戦3勝（中央6戦3勝、海外1戦0勝） ヴィクトリアマイル・天皇賞（秋）                                  | ノーザンファーム | 松田博資   | （有）サンデーレーシング           | 横山典弘 C.スミヨン | 最優秀4歳以上牝馬                  |
| 2011年 | オルフェーヴル     | 牡3  | 8戦6勝 3歳クラシック三冠・有馬記念                                                                 | 白老ファーム     | 池江泰寿   | （有）サンデーレーシング           | 池添謙一            | 最優秀3歳牡馬                      |
| 2012年 | ジェンティルドンナ | 牝3  | 7戦6勝 3歳牝馬三冠・ジャパンカップ                                                                 | ノーザンファーム | 石坂正     | （有）サンデーレーシング           | 岩田康誠 川田将雅   | 最優秀3歳牝馬                      |
| 2013年 | ロードカナロア     | 牡5  | 6戦5勝（中央5戦4勝、海外1戦1勝） 高松宮記念・安田記念・スプリンターズステークス （香港スプリント） | ケイアイファーム | 安田隆行   | （株）ロードホースクラブ           | 岩田康誠            | 最優秀短距離馬                     |
| 2014年 | ジェンティルドンナ | 牝5  | 6戦2勝（中央5戦1勝、海外1戦1勝） 有馬記念 （ドバイシーマクラシック）                               | ノーザンファーム | 石坂正     | （有）サンデーレーシング           | R.ムーア 戸崎圭太   | 最優秀4歳以上牝馬                  |
| 2015年 | モーリス           | 牡4  | 6戦6勝（中央5戦5勝、海外1戦1勝） 安田記念・マイルチャンピオンシップ （香港マイル）                 | 戸川牧場         | 堀宣行     | 吉田和美                           | 川田将雅 R.ムーア   | 最優秀短距離馬                     |
| 2016年 | キタサンブラック   | 牡4  | 6戦3勝 天皇賞（春）・ジャパンカップ                                                                | ヤナガワ牧場     | 清水久詞   | （有）大野商事                     | 武豊                | 最優秀4歳以上牡馬                  |
| 2017年 | キタサンブラック   | 牡5  | 6戦4勝 大阪杯・天皇賞（春・秋）・有馬記念                                                          | ヤナガワ牧場     | 清水久詞   | （有）大野商事                     | 武豊                | 最優秀4歳以上牡馬                  |
| 2018年 | アーモンドアイ     | 牝3  | 5戦5勝 3歳牝馬三冠・ジャパンカップ                                                                 | ノーザンファーム | 国枝栄     | （有）シルクレーシング             | C.ルメール          | 最優秀3歳牝馬                      |
| 2019年 | リスグラシュー     | 牝5  | 5戦3勝（中央3戦2勝、海外2戦1勝） 宝塚記念・有馬記念 （コックスプレート）                           | ノーザンファーム | 矢作芳人   | （有）キャロットファーム           | D.レーン            | 最優秀4歳以上牝馬                  |
| 2020年 | アーモンドアイ     | 牝5  | 4戦3勝 ヴィクトリアマイル・ 天皇賞（秋）・ジャパンカップ                                           | ノーザンファーム | 国枝栄     | （有）シルクレーシング             | C.ルメール          | 最優秀4歳以上牝馬                  |
| 2021年 | エフフォーリア     | 牡3  | 5戦4勝 皐月賞・天皇賞（秋）・有馬記念                                                              | ノーザンファーム | 鹿戸雄一   | （有）キャロットファーム           | 横山武史            | 最優秀3歳牡馬                      |
| 2022年 | イクイノックス     | 牡3  | 4戦2勝 天皇賞（秋）・有馬記念                                                                      | ノーザンファーム | 木村哲也   | （有）シルクレーシング             | C.ルメール          | 最優秀3歳牡馬                      |
| 2023年 | イクイノックス     | 牡4  | 4戦4勝（中央3戦3勝、海外1戦1勝） 宝塚記念・天皇賞（秋）・ジャパンカップ （ドバイシーマクラシック） | ノーザンファーム | 木村哲也   | （有）シルクレーシング             | C.ルメール          | 最優秀4歳以上牡馬                  |
| 2024年 | ドウデュース       | 牡5  | 4戦2勝（中央3戦2勝、海外1戦0勝） 天皇賞（秋）・ジャパンカップ                                      | ノーザンファーム | 友道康夫   | （株）キーファーズ                 | 武豊                | 最優秀4歳以上牡馬                  |

- 年度成績は中央競馬以外も含む。該当年に中央競馬以外に出走していない競走馬は内訳を記さない。
- ヒカリデユールの地方2戦は中央競馬所属以前のもの。
- 主な勝ち鞍は中央競馬の競走を取り上げ、それ以外の競走は括弧書きとした。
- 賞の名称はいずれも当時のもの。

### 満票での選出
年度代表馬が満票で選出されたのは1956年のメイヂヒカリ、1977年のテンポイント、1985年のシンボリルドルフ、2000年のテイエムオペラオー、2018年のアーモンドアイの5頭のみである。

## その他の中央競馬の関連表彰
日本中央競馬会ではこのJRA賞とは別に、厩舎関係者（厩舎関係者表彰）、生産者団体（1978年度から）、装蹄師に対する表彰を実施している。また各地域ごとの競馬記者クラブなどが主催した年間最優秀者表彰が行われる。
- 東京競馬記者クラブ賞（関東）、関西競馬記者クラブ賞 - それぞれの地区における年間最優秀者（顕著な活躍を見せた騎手、競走馬の馬主など）に対する表彰
- 民間放送競馬記者クラブ賞（関東）、中央競馬関西放送記者クラブ賞 - それぞれの地区における年間最多勝利新人騎手に対する「新人騎手敢闘賞」
- 関西テレビ放送賞 - 栗東トレーニングセンター所属の最多勝利騎手に対する表彰
- 中央競馬騎手年間ホープ賞 - それぞれの地区における若手騎手に対する表彰
- その他北海道（札幌、函館）、福島、新潟、中京、小倉の各競馬記者クラブが主催しそれぞれの競馬場ごとの年間最優秀者を表彰する記者クラブ賞がある。
  - 北海道競馬記者クラブ賞、中京競馬記者クラブ賞、小倉ターフ賞